# Илюшин, Виктор Васильевич
Ви́ктор Васи́льевич Илю́шин (р. 4 июня 1947, Нижний Тагил) — советский и российский государственный и политический деятель.

## Биография
- Родился в семье металлурга.
- С 1965 по 1971 году работал слесарем на металлургическом комбинате в Нижнем Тагиле.
- В 1971 году окончил вечернее отделение Уральского политехнического института по специальности «электропривод и автоматизация промышленных установок».
- В 1971—1972 заместитель секретаря комитета комсомола завода.
- В 1972—1973 второй секретарь, в 1973—1975 первый секретарь Нижнетагильского горкома ВЛКСМ.
- С августа 1975 по июнь 1977 года — второй, а с июня 1977 по май 1980 года — первый секретарь Свердловского обкома комсомола. С 1980 года — заместитель заведующего орготделом Свердловского обкома КПСС. На этой должности был отмечен Борисом Ельциным (в то время первый секретарь Свердловского обкома КПСС) и взят помощником секретаря обкома.
- 1985—1986 — инструктор Отдела организационно-партийной работы ЦК КПСС
- В 1986 году окончил Академию общественных наук при ЦК КПСС по специальности «обществоведение».
- 1986—1987 — помощник первого секретаря МГК КПСС
- 1987—1990 — инструктор Отдела организационно-партийной работы, затем Отдела партийного строительства и кадровой работы ЦК КПСС
- С марта по октябрь 1988 года работал в Республике Афганистан советником в аппарате ЦК Народно-демократической партии Афганистана.
- С 1990 года — руководитель секретариата председателя Верховного Совета РСФСР Бориса Ельцина и один из его близких помощников.
- В 1991 году принимал активное участие в президентской избирательной кампании Ельцина. Вышел из КПСС после ГКЧП в августе 1991 года, хотя, по собственным словам, членские взносы перестал платить значительно раньше.
- С июля 1991 года — руководитель секретариата президента в Администрации президента России.
- В мае 1992 года в результате реорганизации Аппарата президента секретариат был упразднён, и Илюшин занял пост первого помощника президента. О его роли при Ельцине на этом посту свидетельствовал Михаил Полторанин[1].
- 14 августа 1996 года назначен первым заместителем председателя Правительства Российской Федерации по социальной политике.
- С сентября 1996 года — заместитель председателя Организационного комитета по подготовке г. Санкт-Петербурга к конкурсу городов — кандидатов на право проведения Игр XXVIII Олимпиады 2004 года, заместитель председателя правительственной Комиссии по оперативным вопросам.
- С октября — председатель Комиссии Российской Федерации по делам ЮНЕСКО, с ноября — председатель Правительственной комиссии по противодействию злоупотреблению наркотическими средствами и их незаконному обороту, председатель Совета по присуждению премий президента Российской Федерации и премий Правительства Российской Федерации в области образования, с декабря — руководитель Правительственной комиссии по социальным вопросам военнослужащих, граждан, уволенных с военной службы, и членов их семей.
- В марте 1997 года отстранён от должности первого заместителя председателя Правительства Российской Федерации.
- С 1997 до 2011 года работал в РАО Газпром, избирался в состав Правления организации.
- В декабре 1997 года, когда РАО образовало ОАО «Газпром-Медиа», председателем его Совета директоров стал Виктор Илюшин.
- C июня 1998 года — начальник Департамента по работе с регионами Российской Федерации, в мае 2011 года возглавил Департамент по работе с органами власти РФ, в декабре того же года покинул должность в связи с истечением срока полномочий члена Правления ПАО «Газпром».

Избирался депутатом Нижнетагильского городского Совета, Свердловского областного Совета, Ленинского районного Совета Свердловска.
Женат, сын и дочь.

## Награды
- Орден «Знак Почёта» (1977)
- Памятная юбилейная медаль «Манас-1000» (27 октября 1995, Кыргызстан) — за вклад в укрепление дружбы и сотрудничества между народами Кыргызской Республики и Российской Федерации[2]
- Благодарность Президента Российской Федерации (9 июля 1996) — за активное участие в организации и проведении выборной кампании Президента Российской Федерации в 1996 году[3]
- Орден Почёта (3 июня 1997) — за заслуги перед государством и многолетнюю добросовестную работу[4]
- Юбилейная медаль «За доблестный труд. В ознаменование 100-летия со дня рождения Владимира Ильича Ленина» (1970)
- Почётная грамота Правительства Российской Федерации (3 июня 1997) — за заслуги перед государством и многолетний добросовестный труд
- Почётная грамота УВД Свердловского облисполкома (1977)
- Нагрудный знак «60 лет ВЛКСМ» (1978)
- наградное оружие — пистолет ПСМ[5]

## Классный чин
Действительный государственный советник Российской Федерации 1 класса (1996)